# Columbus Board of Trade Building
El Columbus Board of Trade Building era un edificio histórico en Capitol Square en el centro de Columbus, la capital del estado de Ohio (Estados Unidos). El edificio fue construido en 1889 para la actual Cámara de Comercio de Columbus y fue diseñado por Elah Terrell y Joseph W. Yost. Quedó vacante en 1964 y en 1969 fue demolido para dar paso a la Rhodes State Office Tower.

## Atributos
El edificio estaba ubicado en East Broad Street en el centro de la ciudad Capitol Square, frente a la Casa del Estado de Ohio. Su estilo ha sido descrito como románico richardsoniano y neogótico. La fachada del edificio tenía tres tramos de tamaño similar, con el tramo central de seis pisos de altura y los laterales de cinco pisos. Cada tramo estaba flanqueado por una columna rematada con un alto techo cónico. La entrada principal incluía dos inmensas columnas que parecían sostener un gran arco de piedra. Las ventanas arqueadas del edificio, así como la entrada de gran tamaño, daban una impresión de importancia y majestuosidad que respaldaban el papel comercial del edificio.

## Historia
El edificio albergaba la cuarta y actual cámara de comercio organizada de la ciudad, que se estableció en 1884, inicialmente con su sede en el antiguo Ayuntamiento. En 1886, el grupo gastó 45 000 dólares para comprar un edificio conocido como Buckeye House Hotel o Gardner House, construido en 1837. Ese mismo año se inició tanto su derribo como la construcción del nuevo edificio. El costo total fue de alrededor de 165 000 dólares.
El 3 de mayo de 1888, los trabajadores retiraron los andamios en medio de la construcción y colapsaron inesperadamente el arco del techo del sótano. Dos personas murieron y otro trabajador resultó gravemente herido. El hecho conmocionó a los integrantes de la organización, quienes consideraron abandonar la construcción. Sin embargo, el trabajo continuó y el edificio se inauguró el 23 de julio de 1889.
El edificio tenía un auditorio de 2000 asientos en la parte trasera del edificio, demolido en 1932.
En 1964, el edificio quedó vacante ya que la cámara de comercio se había mudado a una ubicación en la calle North High. El edificio de la Junta de Comercio fue demolido en 1969 poco después de que partes de su fachada cayeran a la calle. La Rhodes State Office Tower se encuentra en el sitio hoy.